# Strophaeus kawsay
Espèce
Strophaeus kawsay est une espèce d'araignées mygalomorphes de la famille des Barychelidae.

## Distribution
Cette espèce est endémique de la province de Napo en Équateur. Elle se rencontre vers Ahuano.

## Description
La femelle holotype mesure 16,54 mm.

## Systématique et taxinomie
Cette espèce a été décrite par Dupérré et Tapia en 2025.

## Étymologie
Son nom d'espèce lui a été donné en référence au lieu de sa découverte, Ñucanchi Kawsay.

## Publication originale
- Dupérré & Tapia, 2025 : « On some rare mygalomorph from Ecuador, with the description of 16 new species in five families (Mygalomorphae: Actinopodidae, Barychelidae, Halonoproctidae, Idiopidae, and Theraphosidae). » Taxonomy, vol. 5, no 3, 35, p. 1-68 (texte intégral).